# 뱅드림! 팝핀' 드림!
《뱅드림! 팝핀‘ 드림!》(일본어: BanG Dream! ぽっぴん'どりーむ！, 영어: BanG Dream! Poppin' Dream!)는 2022년에 개봉한 일본의 음악, 애니메이션 영화이다.
 코다이 카키모토가 감독을 아야나 유니코가 각본을 맡았다.
 일본은 2022년 1월 1일에 대한민국은 2022년 3월 24일에 개봉되었다.

## 줄거리
꿈을 향해 달려가는 로젤리아를 본 포피파티는 괌에서 열리는 Breakthrough에

참여하기로 결정하고 해외 출국을 위한 준비와 신곡을 준비하기로 하는데

괌에서 열리는 Breakthrough에는 포피파티외에도 라스와 모르포니카도

공연을 하기로 하는데....

## 출연진

### 주연
- 아이미 - 토야마 카스미 목소리 역
- 오오츠카 사에 - 하나조노 타에 목소리 역
- 니시모토 리미 - 우시고메 리미 목소리 역
- 오오하시 아야카 - 야마부키 사아야 목소리 역
- 이토 아야사 - 이치가야 아리사 목소리 역